# Софития Александра
Софития Александра (яп. ソフィーティア・アレクサンドル Софитиа Арэкусандору) — героиня серий файтингов Soul. Она была создана компанией Project Soul и впервые появилась в Soul Edge и последующих продолжениях. Кроме игр, выпускались различные товары, связанные с серией игр. Её озвучивает Диана Холмби на английском языке, на японском Митико Нэя была голосом героини начиная с Soul Edge и заканчивая Soulcalibur III. Начиная с Soulcalibur Legends и Soulcalibur IV её озвучивает Тиэ Накамура.
Софития была высоко оценена критиками и фанатами. Она является одной из самых известных и популярных персонажей игры.

## Разработка персонажа
Героиня впервые появилась в Soul Edge. Оружие Софитии, состоящее из щита и меча, отличает героиню других персонажей серии. Её дизайн и концепция построены с нуля, начиная с выбора пола, физические измерения и составление биографии. После её первого появления её движения были расширены за счёт концепт-дизайна, в которой героиня была показана в виде трёхмерной модели, созданная командой, создающая модели персонажей. С помощью технологий захвата движения были созданы атаки и шаги для игры.
Томоэ Ямасита, который создал движения атак для многих других героев в игре, отметил особое пристрастие к Софитии при её создании.
Во время создания Софитии, дизайнеры хотели создать героине невинный вид, чтобы придать ощущение свежести и молодости. Свобода передвижения также подчёркивается благодаря мечу и щиту. Во время разработки Soul Edge был также задуман альтернативный персонаж по имени Азула, которая носит похожий наряд Софитии, однако её не включили в финальную версию. Концепция персонажа была пересмотрена в Soulcalibur IV. Софития выступает в качестве союзника в режиме истории.

## Появления в видеоиграх
Софития стала древнегреческим воином, когда она встретилась с олимпийским богом огня и торговли Гефестом. Гефест сказал ей о злом мече под названием «Soul Edge». Наличие такого мощного меча поставит позор на его имя, так как он его не создал, и если кто-нибудь им завладел, он принесёт много боли для всего мира. Гефест приказал ей пойти в храм Эвридики и получить святое оружие, меч Омега, так как он может уничтожить «Soul Edge». Софития в конце концов нашла проклятый меч в испанском порту Валенсия, где борется с владельцем, пиратом Сервантесом Де Леоном, который уничтожил одно из двух лезвий. Тем не менее, осколки злого меча полетели с огромной силой от мощного удара героини и ранили её. Сервантес собирался добить её, но явилась Таки, чтобы спасти Софитию и продолжила схватку с Сервантесом вместо неё. После боя, Таки помогает Софитии вернуться обратно в Афины, где её ждала её сестра, Кассандра. Кассандра была единственным членом её семьи или группы друзей, которая поверила в её историю.
Вылечившись от раны, она страдала от осколков меча, однако она вернулась к обычной жизни как дочь пекаря и провела свои дни без драк. Тем не менее, в один прекрасный день, когда она вышла за покупками с Кассандрой, у Софитии было видение Кошмара и «Soul Edge». Она рухнула, и её спас местный создатель мечей по имени Ротион (англ. Rothion). Они полюбили друг друга, и обручились. Позже бог Гефест сказал Софитии, чтобы она уничтожила остатки «Soul Edge». Бог затем снабдил её святым металлом, который он сказал отнести Ротиону, чтобы он выковал новый меч и щит Омега, перед тем как отправиться во второе путешествие, для уничтожения проклятого меча. Софития уничтожила «Soul Edge» ещё раз и вернулась домой, где она вышла замуж за Ротиона и родила дочку Пирру, а затем сына Патрокла. Тем не менее, четыре года спустя, Ротион получил осколок «Soul Edge» от таинственного клиента, что привело к борьбе его и детей Софитии за осколок. Злая аура фрагмента вызвала у Софитии болезнь старых ран, так как они были инфицированы. Кассандра, отчаянно пытавшиеся спасти свою сестру, схватила осколок из её рук и бежала к двери, и совершила побег из дома. Пару недель спустя, Софития решила, что если бы она может освободить своих детей от проклятия злого меча и обеспечить безопасность её сестры, она должна была встать на третий путь. Потому как Кассандра украла предыдущие оружия Софитии, которое она хранится в храме Эвридики, Ротион сковал ей новый набор оружия, чтобы она могла уничтожить проклятый «Soul Edge» раз и навсегда. Её путешествие привело её в замок Острейтсбург, где она столкнулась с Тирой. Тира сказала, что «Soul Edge» не был в замке, и угрожала похитить детей Софитии для того, чтобы принести их в жертву для меча. Поэтому Софития решила уничтожить проклятое оружие ради своих детей. По возвращении в Острейтсбург, она обнаружила, что Тира похитила Пирру, которая осталась в живых, но находилась под влиянием «Soul Edge» так долго, что никто на её месте не смог бы выжить, если злой меч был бы уничтожен. Растерянная Софития решает защищать злое оружие и помочь любому, кто попытался бы уничтожить его так, чтобы её дочь могла быть жива.
Софития появилась во всех играх серии Soul, за исключением Soulcalibur V. Зигфрид победил Кошмара, и Пирра не могла жить без влияния проклятого меча, поэтому Софития убрала осколок «Soul Edge», который находился рядом с её сердцем. Клиническая смерть является одной из причин её сына Патрокла продолжить своё приключение по всему миру.

## Отзывы
Компания Yujin выпустила фигурку Софитии как часть серии «Девушки Namco # 3» для гачапонов. Другая фигурка была выпущена Kurushima и основана на картинках, выполненных художником Хироси Сато.
В 2002 году Namco до выхода Soulcalibur II провела опрос среди фанатов на тему их любимого персонажа. Софития заняла второе место с 18 %. В 2003 году GameSpy назвал её одной из самый лучших женщин в играх, заявив, что Софития «стала одним из наиболее легко узнаваемых персонажей в серии. Она остаётся одной из самых запоминающихся детей в Soulcalibur со времён её дебюта в купальнике в Soul Blade». Сайтом Tom’s Hardware в 2007 году она была включена в список «50 лучших женских персонажей в истории видеоигр», благодаря храбрости и добродеятельности. UGO.com поместил Софитию на 7-е место в списке «Лучших персонажей серии Soul», составленном в 2008 году, описывая её как немного вспыльчивую. Она была включена в список «Лучших чертовок из видеоигр», где заняла 30-е место с описанием «сила, с которой нельзя не считаться в серии Soul Calibur». Журнал Maxim назвал Софитию одной из самых популярных женщин из видеоигр 2008 года. В 2011 году GameFront положительно оценил грудь Софитии, а PSU.com назвал её одной из сексуальных героинь в играх для PlayStation. В 2012 году журнал Complex включил её в список десяти «горячих мамочек» в видеоиграх.
В 2004 году в книге «Расы, пол, медиа: Учитывая разнообразие через аудиторию, контент и продюсеров» (англ. Race, Gender, Media: Considering Diversity Across Audiences, Content, and Producers) образ Софитии использовали в качестве примера как наиболее сексуально привлекательной героиней в видеоиграх, описывая, что внешний вид создаётся исключительно для мужчин. WomenGamers.com похвалили её как самого сильного персонажа в серии, отмечая её важную роль в сюжете. GameDaily описал её внешность как «ангельскую», и заняла 5-е место в списке «горячих малышей из игр». Героиня получила множество похвал из-за сильного характера и эволюции. В 2012 году Complex поставил Софитию на восьмое место в списке «горячих» героинь их видеоигр, назвав её как женской версией спартанского царя Леонида I.